# Johann Heinrich Leberecht Pistorius

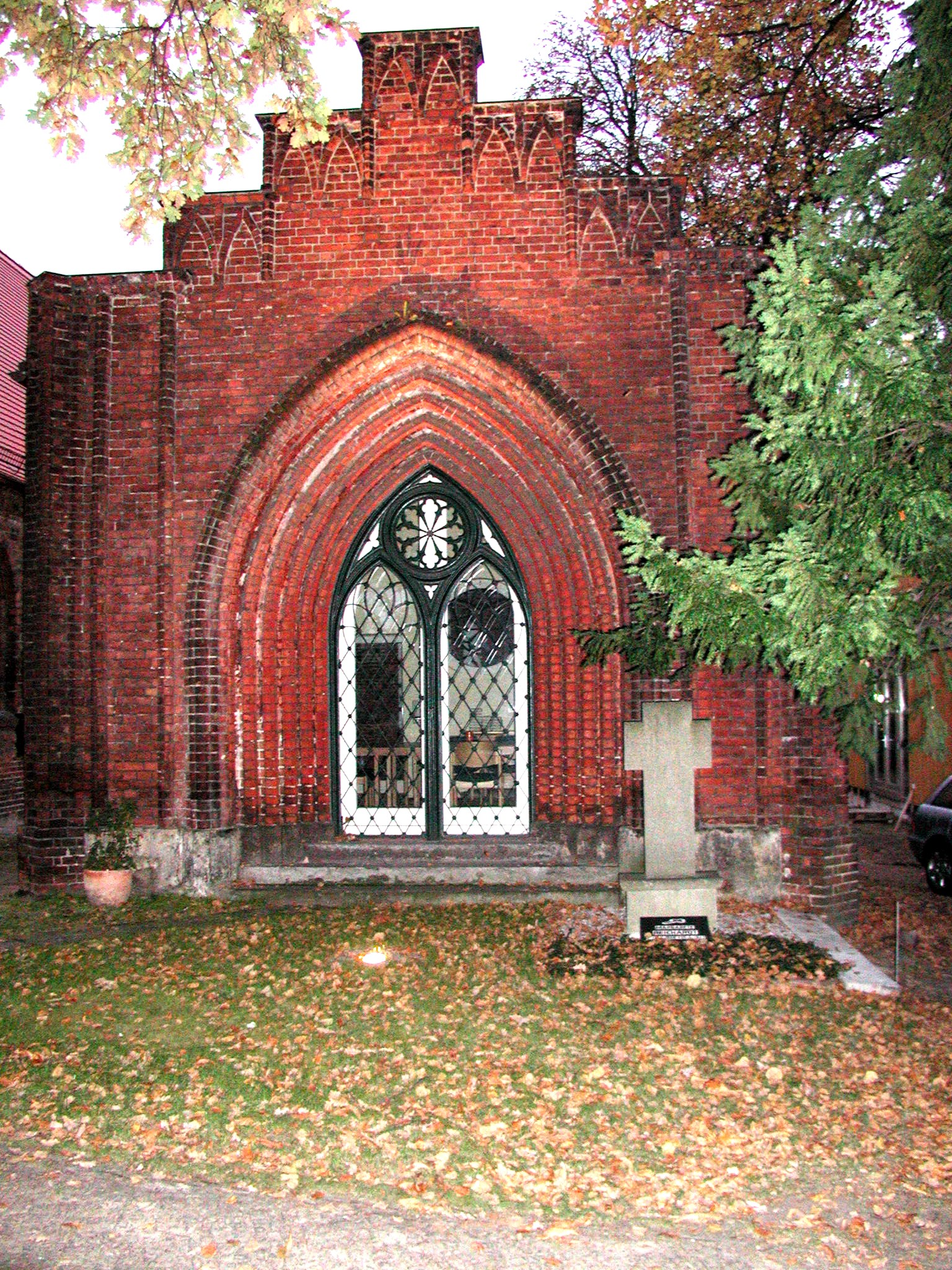
Ehemaliges Mausoleum für Pistorius

Johann Heinrich Leberecht Pistorius (* 21. Februar 1777 in Loburg; † 27. Oktober 1858 in Weißensee) war Kaufmann, Landwirt und Erfinder.

## Leben
Die Familie des Johann Pistorius stammte aus der Magdeburger Gegend. Johann war Schüler des Joachimsthalschen Gymnasiums in Berlin. Neben dem Besuch vieler Vorlesungen bildete er sich selbst wissenschaftlich weiter, wodurch er sich insbesondere Kenntnisse in Chemie aneignete. Sein Interesse galt der Brennerei, insbesondere der Herstellung von Branntwein aus Kartoffeln. In diesem Zusammenhang erfand er 1817 den Pistoriusschen Brennapparat. Durch diese Erfindung wurde die Produktion von Branntwein so einfach und billig, dass innerhalb kurzer Zeit die Landwirtschaft in Brandenburg umgestellt wurde.
Im Jahre 1821 erwarb er das Rittergut Weißensee und machte es zu einem Mustergut. Hier betrieb er extensiven Kartoffelanbau für die Branntweinproduktion und erweiterte den Viehbestand. Pistorius war über viele Jahre Mitglied des Kreistages Niederbarnim.
Nach seinem Tod im Jahre 1858 wurde er in dem von ihm zu Lebzeiten errichteten Mausoleum bei der Dorfkirche Weißensee beigesetzt.
Die Pistoriusstraße sowie der Pistoriusplatz in Berlin-Weißensee tragen seinen Namen.

## Schriften
- Praktische Anleitung zum Branntweinbrennen, nebst Beschreibung meines Brenn-Apparates, Berlin 1821 (2. Auflage, nach den neuesten Erfahrungen bearbeitet und herausgegeben vom F. Lüdersdorff, Berlin 1841)